# Fünf Tibeter
Der Name Fünf Tibeter steht für eine Abfolge von fünf Körper-Übungen im Atem- und Bewegungsfluss, die den Körper und Geist gesund halten sollen. Sie werden in einem Buch näher beschrieben, das dem amerikanischen Weltenbummler Peter Kelder zugeschrieben wird. Angeblich werden sie seit Jahrhunderten von Mönchen in Tibet erfolgreich praktiziert. Das Buch von Kelder ist unter dem Titel The eye of revelation erstmals 1939 in den USA erschienen. Die 1985 von Harry R. Lynn in den USA herausgebrachte Neuauflage ist 1989 erstmals auf Deutsch erschienen.

## Inhaltsangabe zu Kelders Buch mit den Übungen
Der Ich-Erzähler in dem Buch von Peter Kelder berichtet von dem gealterten Colonel Bradford, der aufbricht, die Quelle der ewigen Jugend zu finden. Nach einigen Jahren kommt der Colonel stark verjüngt aus einem Himalaya-Kloster zurück. Der Ich-Erzähler kann die Verwandlung des Colonels kaum fassen. In der Folge unterrichtet Bradford den Ich-Erzähler und weitere Personen in den „Fünf Tibetern“. Zugleich rät der Colonel zu bestimmten Tonübungen (hauptsächlich das Singen von Om) und einer besonderen Ernährung. Die Ernährung ist im Wesentlichen eine Trennkost mit starker Betonung auf Monomahlzeiten, das heißt, die Gerichte werden auf eine einzige Zutat reduziert. Am Ende der Erzählung reist der Colonel weiter, um anderen Personen die „Offenbarung“ der Tibeterübungen zu bringen.

## Übungen
Die Übungen haben ihren Ursprung im klassischen Hatha-Yoga und dauern etwa 15 Minuten, wenn sie tatsächlich allesamt 21-mal durchgeführt werden. Sie werden zu Beginn dreimal, später bis zu 21-mal wiederholt. Der Verfasser schlägt vor, in der ersten Woche jede Übung dreimal auszuführen und dann jede Woche zwei Wiederholungen hinzuzufügen (also 3, 5, 7, …, 21). Die Übungen sollen nach Ansicht ihrer Anhänger dazu führen, dass Chakra-Energien harmonisiert werden. Den einzelnen Übungen werden von den Anhängern bestimmte körperliche und seelische Wirkungen zugeschrieben. Diese reichen von einer Stärkung des Immunsystems oder strafferem Teint bis zur Korrektur von Vorurteilen.

### Erster Tibeter (Kreisel)

Erster Tibeter (Kreisel)

Füße hüftbreit auseinander, aufrecht, mit leicht gebeugten Knien stehen. Handflächen vor dem Brustbein aneinanderlegen, Unterarme sind waagerecht, Ellenbogen zeigen nach außen. Hände und Arme anheben, so dass die Daumen in Augenhöhe sind, die Daumen mit dem Blick fixieren. Mit der Ausatmung Arme waagerecht vom Körper wegstrecken, Handflächen nach unten. Im Uhrzeigersinn auf der Stelle um die eigene Achse drehen. Nach drei oder mehr kompletten Drehungen wieder in der Ausgangsposition zum Stehen kommen. Handflächen vor den Augen aneinanderlegen, die Daumen mit dem Blick fixieren, bis das Schwindelgefühl nachlässt.

### Zweiter Tibeter (Kerze)

Zweiter Tibeter (Kerze)

Flach auf den Rücken legen, Arme eng anliegend parallel zum Körper, Daumen leicht unter dem Gesäß. Durch die Nase in den Bauch einatmen, dabei Kinn zum Brustbein bewegen und gleichzeitig die gestreckten Beine bis in die Senkrechte anheben. Mit der Ausatmung Kopf und Beine langsam wieder senken bis zur flachen Rückenlage (Ausgangsposition).
Bei dieser Übung darauf achten, dass der gesamte Rücken immer flach am Boden liegt.

### Dritter Tibeter (Halbmond)

Dritter Tibeter (Halbmond)

Beckenbreit auf dem Boden knien, Zehen aufgestellt. Oberkörper gerade, Wirbelsäule gestreckt. Mit den Händen am Gesäß die Hüfte nach vorne schieben, mit der Einatmung Schulter nach hinten kreisen und ins Hohlkreuz gehen. Kopf so weit wie möglich in den Nacken, langsam wieder zurück in die Ausgangsposition.

### Vierter Tibeter (Brücke)

Vierter Tibeter (Brücke)

Mit aufrechtem Körper und gerade nach vorne gestreckten Beinen auf den Boden setzen. Handflächen mit nach vorne zeigenden Fingern neben der Hüfte abstützen. Mit der Einatmung Beine anwinkeln und Hüfte nach oben bewegen. Brückenstellung kurz halten, mit der Ausatmung zurück in die Ausgangsposition.

### Fünfter Tibeter (Berg)

Fünfter Tibeter (Berg)

Bauchlage, Hände wie zum Liegestütz hüftbreit in Brusthöhe neben dem Körper, Füße hüftbreit mit eingerollten Zehen.
Arme strecken, ins Hohlkreuz gehen, Kopf in den Nacken. Beim Einatmen Becken und Gesäß nach oben bewegen, Kinn Richtung Brustbein. Mit der Ausatmung wieder zurück in die Hohlkreuzstellung.
Es existiert auch ein „sechster Tibeter“. Dieser soll von Personen mit überschüssigen sexuellen Energien angewandt werden und dazu führen, dass diese Energien auf die anderen Chakren umgeleitet werden. Der „sechste Tibeter“ ist eine Atemtherapie, ähnlich Pranayama im Raja Yoga.

## Kritik
Die Journalistin Susanna Schwager hat 1999 im zweiteiligen Artikel „Suche nach dem Buch aus dem Nichts“ über die damals sehr populären Fünf Tibeter geschrieben. Im ersten Teil beschreibt sie ihre Suche nach einer realen Person Peter Kelder, kann aber keine Belege für deren Existenz finden. Sie schreibt: „1933, sechs Jahre vor Erscheinen der angeblichen Tibeter-Originalausgabe, erschien ‚Lost Horizon‘ von James Hilton...Dessen Inhalt ähnelt verblüffend unserem Büchlein.“
Im zweiten Teil fragt Schwager in „Europas größtem Tibet-Zentrum“ nach und bekommt zu hören: „Noch nie in den 68 Jahren seines Lebens hat Geshe Khedup von den ‚Fünf Tibetern‘ gehört oder gelesen ... Wissen Sie, wir turnen nicht. Wir arbeiten und meditieren ... Ich habe solche Übungen bei uns noch nie gesehen.“
Der Leibarzt des 14. Dalai Lamas Tendzin Chödrag soll nach Lektüre des Buches gesagt haben: „Von diesem Buch und den genannten Übungen höre ich heute zum ersten Male! Es ist unüblich, daß ,geheime Riten von ihrem Meister mit einem solchen Buch verbreitet werden!“
Der Begriff „Fünf Tibeter“ wird heute als schlagwortartiger Begriff für die klassische Abfolge der fünf Entspannungsübungen verwendet. Von der evidenzbasierten Medizin werden die „Fünf Tibeter“ als Entspannungsübungen genutzt. Die von den Anhängern gemachten weiteren Angaben zu den Wirkungen, wie auch die Chakrenlehre insgesamt, finden in der evidenzbasierten Medizin wenig Anklang.
Die „Fünf Tibeter“ sind in Tibet völlig unbekannt.